# Отдельный корпус пограничной стражи
Отдельный корпус пограничной стражи — формирование специального назначения (корпус, отдельный род войск) в Вооружённых силах Российской империи, предназначенное для охраны границ государства, находился в ведении Министерства финансов, но в военное время поступал в распоряжение Военного министерства.
Отдельный корпус пограничной стражи подчинялся министерству финансов России, руководитель которого был Шефом (почётным командиром) корпуса, непосредственное руководство осуществлял командир Корпуса, который по статусу приравнивался к начальнику военного округа или начальнику главного управления военного министерства. В литературе встречаются сокращения типа окпс, окПС, ОКПС. Офицеры Отдельного корпуса пограничной стражи имели названия чинов армейской конницы, то есть числились по кавалерии ВС России.

## История
Отдельный корпус создан указом Александра III в 1893 году путём выделения в особое военное формирование отделения пограничного надзора Департамента таможенных сборов Министерства финансов России:

Правительствующему Сенату от 15 октября 1893 года.
I. Состоящую ныне в Таможенном Управлении Пограничную Стражу выделить из оной в Отдельный Корпус Пограничной Стражи.
II. Подчинить Отдельный Корпус Пограничной Стражи Министру финансов с сохранением ему звания шефа Пограничной Стражи, и с сохранением за ним прав, коими он ныне пользуется по управлению сею Стражею.
III. Учредить должность Командира Отдельного Корпуса Пограничной Стражи и штаб сего корпуса, согласно прилагаемому временному штату Управления Отдельного Корпуса Пограничной Стражи
...
На подлинном собственною ЕГО ИМПЕРАТОРСКОГО ВЕЛИЧЕСТВА рукою написано:
АЛЕКСАНДР
Положение об организации отдельного корпуса пограничной стражи было разработано министром финансов С. Ю. Витте. Отдельный корпус пограничной стражи подчинялся министерству финансов, руководитель которого был Шефом корпуса, непосредственное руководство осуществлял командир Корпуса, который по статусу приравнивался к начальнику военного округа или начальнику главного управления военного министерства. Чины корпуса числились по кавалерии. Вице-директор департамента таможенных сборов стал инспектором отдельного корпуса пограничной стражи.
Корпус делился по территориальному признаку на округа (было создано 7 округов, в 1913 году было — 8), затем на бригады (1913 году — 35), затем на отделы (в каждой бригаде — три — четыре). Отделы делились на отряды (в каждом по 4 — 5 отрядов), отряды на кордоны по 15 — 20 человек и посты.
Штаб корпуса состоял из четырёх отделений (строевого, пограничного надзора, вооружения и хозяйственного).
Войска корпуса включали в себя 31 бригаду, а также Беломорский и Керченский особые отделы. Общая численность корпуса — 36 709 человек, из них генералов, штаб- и обер-офицеров — 1 033 человек личного состава (1913 год — 40—45 тысяч человек личного состава).
В 1901 году на базе Охранной стражи Китайско-Восточной железной дороги (КВЖД) был создан Заамурский пограничный округ. Его задача состояла в охране от бандитских нападений дорог, станций, перегонов, разъездов, лесорубов. В начале войны с Японией заамурцы вступили в бой с врагом, воевали в Порт-Артуре, под Ляояном и Мукденом.
В 1893 году в состав корпуса вошла также Балтийская крейсерская таможенная флотилия.
В 1910 году были приняты «Правила об Отдельном корпусе пограничной стражи», а в 1912 году — «Инструкция службы чинов Отдельного корпуса пограничной стражи». Эти документы свели, обобщили и систематизировали все нормативно-правовые акты по охране границы Империи.
Корпус охранял не все границы Российской империи. На Памире пограничную службу нёс армейский Сменный Памирский отряд, от Памира до Тихого океана границу охраняли семиреченские, сибирские, забайкальские, амурские и уссурийские казаки. В Закаспийской области границы с Персией и Афганистаном, наряду с 7-м округом, состоявшим из Закаспийской и Аму-Дарьинской пограничных бригад, охраняла также Закаспийская казачья бригада.
3 февраля 1917 г. указом императора Николая II Отдельный корпус пограничной стражи был переименован в Отдельный пограничный корпус (ОПК), округа и бригады пограничной стражи переименованы в пограничные округа и пограничные бригады, стражники переименованы в пограничников. С 13(26) июля 1914 года звание шефа Отдельного пограничного корпуса (ОПК) заменили на звание главноначальствующего Отдельного пограничного корпуса (ОПК).
С началом Первой мировой войны округа пограничной стражи на европейской территории страны, где велись боевые действия были переподчинены военному министерству. На театр военных действий был передислоцирован также Заамурский округ. Личный состав либо участвовал в боевых действиях, либо (там, где они не велись), оставаясь в подчинении военного министерства, нёс пограничную службу для предупреждения высадки десанта противника.
В сентябре 1918 года корпус был упразднён.

## Шеф
Шефы:
- 1893—1903  — граф Сергей Юльевич Витте, министр финансов, действительный тайный советник, статс-секретарь;
- 1903—1904  — Эдуард Дмитриевич Плеске, министр финансов, тайный советник;
- 1904—1905  — граф Владимир Николаевич Коковцов, министр финансов, тайный советник;
- 1905—1906  — Иван Павлович Шипов, министр финансов, тайный советник;
- 1906—1914   — граф Владимир Николаевич Коковцов, министр финансов, действительный тайный советник, статс-секретарь (с 1908 г.);
- 1914—1917   — Пётр Львович Барк, министр финансов, действительный статский советник, тайный советник (с 1915 г.).

| Погоны       | 1898-1917                                       | 1898-1917                      | 1898-1917       | 1898-1917                        |
| Классный чин | Действительный тайный советник, статс-секретарь | Действительный тайный советник | Тайный советник | Действительный статский советник |
| Группа       | Шефы                                            | Шефы                           | Шефы            | Шефы                             |

## Командиры
Командир окПС:
- 1893—1908 — Александр Дмитриевич Свиньин, генерал от артиллерии;
- 1908—1917 — Николай Аполлонович Пыхачев, генерал от инфантерии;
- 1917—1918 — Григорий Григорьевич Мокасей-Шибинский, генерал-лейтенант.

## Инспектор
- 1893—1907 — барон Дмитрий Карлович Ган, генерал от инфантерии.

## Начальники штаба
Начальник штаба окПС:
- 20.11.1893 — 10.05.1899 — Ставровский, Константин Николаевич, генерал-майор
- 20.06.1899 — 07.05.1901 — Сахаров, Владимир Викторович, генерал-майор, с 31.01.1901 генерал-лейтенант
- 27.03.1901 — 11.10.1906 — Веймарн Иван Иванович, генерал-лейтенант
- 17.11.1906 — 06.03.1917 — Кононов, Николай Кузьмич, генерал-майор, с 06.12.1907 генерал-лейтенант[8]

## Состав, в скобках указаны штаб-квартиры

### 1913 год
Подразделяется на управление, 8 округов и особые отделы, состоящих из 35 бригад и 2-х особых отделов. Управление, бригады и особые отделы были расположены:
- управление (город Санкт-Петербург)
- 4 — по Балтийскому морю;
- 10 — на Прусской границе;
- 6 — на Австрийской границе;
- две — на Румынской границе;
- три — по Чёрному морю;
- 5 — на Турецко-Персидской границе;
- одна — в Средней Азии;
- 4 — в Маньчжурии:
- один особый отдел на Белом море;
- один особый отдел на Азовском море, а именно:
- Управление Корпуса[9]
- Штаб Отдельного корпуса (город Санкт-Петербург)
- 1-й округ (город Санкт-Петербург)
  - Особый Беломорский отдел
  - С.-Петербургская императора Александра III бригада[10]
  - Ревельская бригада[11]
  - Аренсбургская бригада[12]
- 2-й округ (город Вильна)
  - Рижская бригада[13]
  - Горждинская бригада[14]
  - Таурогенская бригада[15]
  - Вержболовская бригада[16]
  - Граевская бригада[17]
- 3-й округ (город Варшава)
  - Ломжинская бригада[18]
  - Рыпинская бригада[19]
  - Александровская бригада[20]
  - Калишская бригада[21]
  - Велюнская бригада[22]
  - Ченстоховская бригада[23]
  - Новобржеская бригада[24]
- 4-й округ (город Житомир)
  - Сандомирская бригада[25]
  - Томашовская бригада[26]
  - Волынская бригада[27]
  - Волочиская бригада[28]
  - Хотинская бригада[29]
    - 1-я, 2-я, 3-я и 4-я сотня в августе-сентябре 1914 года вошла в состав Днестровского отряда 8-й полевой армии Русской Императорской Армии ВС Российской Империи[30]
- 5-й округ (город Одесса)
  - Скулянская бригада[31]
  - Измаильская бригада[32]
  - Одесская бригада[33]
  - Крымская бригада[34]
  - Особый Керченский отдел
- 6-й округ (город Тифлис)
  - Черноморская бригада[35]
  - Карсская бригада[36]
  - Эриванская бригада[37]
  - Елисаветпольская бригада[38]
  - Бакинская бригада[39]
- 7-й округ (город Ташкент)
  - Закаспийская бригада[40]
  - Аму-Дарьинская бригада[41]
- Заамурский округ (посад Харбин)
  - 1-я Заамурская бригада
  - 2-я Заамурская бригада
  - 3-я Заамурская бригада
  - 4-я Заамурская бригада

## Знаки различия
| Эполеты      | 1898-1917                                            | 1898-1917          | 1898-1917      |              |              |              |               |              |              |
| Погоны       | 1898-1917                                            | 1898-1917          | 1898-1917      |              |              |              |               |              |              |
| Классный чин | Генерал (от-инфантерии, от-кавалерии, от-артиллерии) | Генерал- лейтенант | Генерал- майор | Полковник    | Подполко́вник | Ротмистр     | Штаб-ротмистр | Пору́чик      | Корнет       |
| Группа       | Генералы                                             | Генералы           | Генералы       | Штаб-офицеры | Штаб-офицеры | Обер-офицеры | Обер-офицеры  | Обер-офицеры | Обер-офицеры |

| Погоны          |                   |                  |                  |               |          |         |
| Воинское звание | Зауряд- прапорщик | Старший вахмистр | Младший вахмистр | Унтер- офицер | Ефрейтор | Рядовой |
| Группа          | Унтер-офицеры     | Унтер-офицеры    | Унтер-офицеры    | Унтер-офицеры |          |         |

## Сторожевые собаки
На западной границе Российской империи вопрос о сторожевых собаках был затронут еще в 1893 году, причём наилучшей породой для этой цели была признана сибирская лайка, однако, в виду затруднений, связанных с её приобретением казной, она была вскоре заменена польской овчаркой. В некоторых бригадах пограничной стражи были учреждены питомники для собак, для чего из Рейнской провинции выписывались шотландские овчарки (Schott Collie).

## В искусстве
- Сериал «Государственная граница». Фильм первый: «Мы наш, мы новый…». Игорь Старыгин играет роль бывшего офицера Корпуса пограничной стражи Дановича, а Виктор Тарасов — роль его тестя, генерала Корпуса пограничной стражи Александра Николаевича Хлебнева.
- Роман Валентина Пикуля «Честь имею». Главный герой одно время служит в отдельном корпусе погранстражи, описываются особенности службы.